# Curt Hallauer
Curt Hallauer (* 5. August 1900 in Basel; † 30. August 1994 in Bern; heimatberechtigt in Basel) war ein Schweizer Bakteriologe und Virologe.

## Leben

### Familie und Ausbildung
Der reformiert getaufte Curt Hallauer, Sohn des ausserordentlichen Professors der Augenheilkunde an der Universität Basel Otto Hallauer (1866–1948) sowie der Sophie Louise geborene Niederer (1868–1954), erwarb die eidgenössische Maturität in seiner Heimatstadt Basel. Im Anschluss wandte er sich dem Studium der Medizin an der Universität Basel zu, dort wurde er 1925 zum Dr. med. promoviert. 1928 führte ihn ein Rockefeller Foundation Fellowship an das Rockefeller Institute for Medical Research nach New York City, 1930 kehrte er in die Schweiz zurück. Curt Hallauer war mit Lisette geborene Gillard verheiratet. Er verstarb im Spätsommer des Jahres 1994 im hohen Alter von 94 Jahren. Er wurde im Familiengrab auf dem Friedhof am Hörnli (Abteilung 9, Sektion 3, Grab 243) in Riehen beigesetzt.

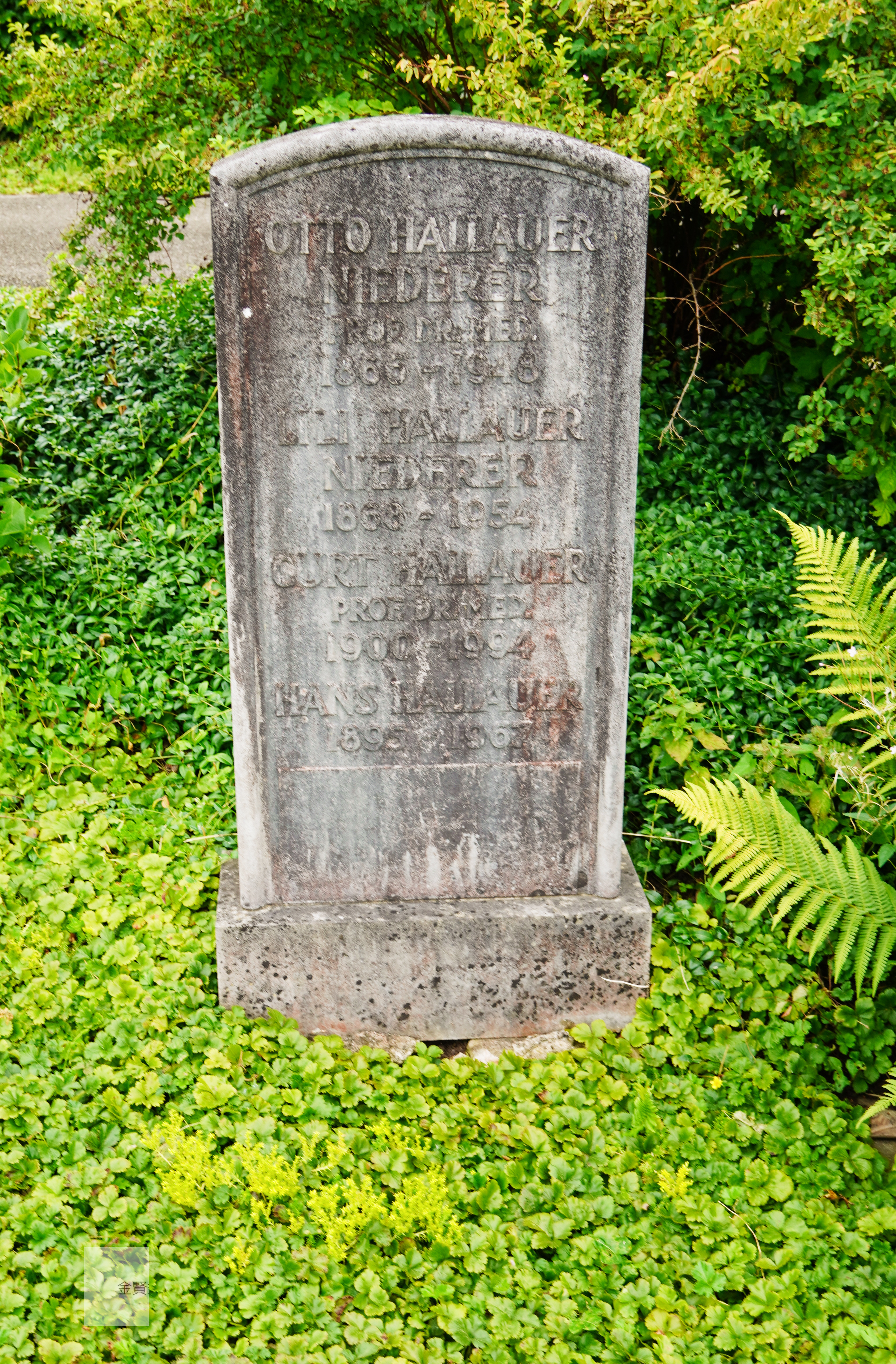
Familiengrab Hallauer

### Beruflicher Werdegang
Curt Hallauer erhielt nach seinem Studienabschluss eine Assistentenstelle bei Robert Doerr am Hygiene-Institut der Universität Basel, 1935 habilitierte er sich für die Fächer Hygiene sowie Bakteriologie. 1936 folgte Curt Hallauer dem Ruf auf eine ausserordentliche Professur für seine Habilitationsfächer, verbunden mit der Leitung des Instituts für Hygiene und medizinische Mikrobiologie an der Universität Bern. Der 1941 zum ordentlichen Professor beförderte Hallauer übte zusätzlich von 1949 bis 1951 das Amt des Dekans der Medizinischen Fakultät und von 1960 bis 1961 jenes des Rektors aus, 1971 wurde er emeritiert. Basierend auf der Untersuchung sowie Züchtung des Geflügelpestvirus im Jahr 1931 trat Hallauer als Verfasser zahlreicher Studien über virale Krankheitserreger hervor. Mit seiner experimentellen Methodik zählt er zu den Pionieren der Virologie. 1964 wurde Curt Hallauer die Ehrendoktorwürde der Veterinärmedizinischen Fakultät der Ludwig-Maximilians-Universität München verliehen.

## Publikationen
- Chemie der bakteriellen Toxine, Springer, Berlin 1925
- Saprophytäre Mikroorganismen als Spender antimikrobieller Stoffe, Schwabe, Basel 1944
- zusammen mit Robert Doerr: Handbuch der Virusforschung, J. Springer, Wien 1938–58
- Die Virusaetiologie der Tumoren : Rektoratsrede, Haupt, Bern 1961
- Virology Monographs, Springer-Verlag, New York 1968–81